# Vincenzo Dall’Osso
Vincenzo Dall’Osso (ur. 22 stycznia 1929 w Imoli, zm. 11 września 2015 tamże) – włoski pięściarz. Reprezentant kraju podczas igrzysk olimpijskich w 1952 w Helsinkach.
Na igrzyskach w Helsinkach wystąpił w turnieju wagi koguciej. W pierwszej rundzie miał wolny los w drugiej wygrał z Ibrahimem Abdrabbou z Egiptu w walce o strefę medalową przegrał z Johnem McNallym z Irlandii.